# 東経164度線
東経164度線（とうけい164どせん）は、本初子午線面から東へ164度の角度を成す経線である。北極点から北極海、アジア、太平洋、南極海、南極大陸を通過して南極点までを結ぶ。東経164度線は、西経16度線と共に大円を形成する。

## 通過する地域一覧
東経164度線は、北極点から南極点まで南に向かって以下の場所を通っている。
| 地理座標                                               | 国土・領土・領海 | 備考                                      |
| ------------------------------------------------------ | ---------------- | ----------------------------------------- |
| 北緯90度0分 東経164度0分 / 北緯90.000度 東経164.000度  | 北極海           |                                           |
| 北緯75度22分 東経164度0分 / 北緯75.367度 東経164.000度 | 東シベリア海     |                                           |
| 北緯69度44分 東経164度0分 / 北緯69.733度 東経164.000度 | ロシア           |                                           |
| 北緯62度37分 東経164度0分 / 北緯62.617度 東経164.000度 | オホーツク海     | ペンジナ湾（英語版）                      |
| 北緯61度40分 東経164度0分 / 北緯61.667度 東経164.000度 | ロシア           | カムチャツカ半島                          |
| 北緯60度1分 東経164度0分 / 北緯60.017度 東経164.000度  | ベーリング海     | カラギンスキー湾（英語版）                |
| 北緯59度2分 東経164度0分 / 北緯59.033度 東経164.000度  | ロシア           | カラギンスキー島                          |
| 北緯58度44分 東経164度0分 / 北緯58.733度 東経164.000度 | ベーリング海     |                                           |
| 北緯56度0分 東経164度0分 / 北緯56.000度 東経164.000度  | 太平洋           |                                           |
| 南緯10度29分 東経164度0分 / 南緯10.483度 東経164.000度 | 珊瑚海           |                                           |
| 南緯20度5分 東経164度0分 / 南緯20.083度 東経164.000度  | ニューカレドニア |                                           |
| 南緯20度16分 東経164度0分 / 南緯20.267度 東経164.000度 | 珊瑚海           |                                           |
| 南緯25度46分 東経164度0分 / 南緯25.767度 東経164.000度 | 太平洋           |                                           |
| 南緯60度0分 東経164度0分 / 南緯60.000度 東経164.000度  | 南極海           |                                           |
| 南緯70度32分 東経164度0分 / 南緯70.533度 東経164.000度 | 南極大陸         | ロス海属領 - ニュージーランドが領有権主張 |
| 南緯74度48分 東経164度0分 / 南緯74.800度 東経164.000度 | 南極海           | ロス海                                    |
| 南緯77度42分 東経164度0分 / 南緯77.700度 東経164.000度 | 南極大陸         | ロス海属領 - ニュージーランドが領有権主張 |